# Турки, Гвидо
Гвидо Турки (итал. Guido Turchi; 10 ноября 1916, Рим — 15 сентября 2010, Венеция) — итальянский композитор и музыкальный педагог.
Окончил римскую Консерваторию Санта-Чечилия (1940), ученик Чезаре Добичи (композиция) и Алессандро Бустини (фортепиано). Затем с отличием окончил класс композиции Ильдебрандо Пиццетти в Академии Санта-Чечилия (1945). Работал консультантом музыкальных программ на радио, в 1960—1966 гг. преподавал гармонию и контрапункт в Консерватории Санта-Чечилия. В 1967—1970 гг. возглавлял Пармскую консерваторию, в 1970—1972 гг. Флорентийскую консерваторию. В 1972—1976 гг. художественный руководитель Академии Санта-Чечилия, в 1978—1987 гг. — Академии Киджи. В 1988—1990 гг. возглавлял камерный оркестр Angelicum в Милане, в 1992—1993 гг. Оркестр Падуи и Венето.
Ранние произведения Турки сочетают ряд противоречивых влияний, от Гоффредо Петрасси в Инвективе для хора и двух фортепиано (1946) до Белы Бартока в Коротком концерте для струнного квартета (1947). Автор оперы «Бравый солдат Швейк» (итал. Il buon soldato Svejk, либретто Джерардо Гуэррьери по роману Ярослава Гашека), поставленной в 1962 году в театре Ла Скала. Писал также музыку к кинофильмам, в числе которых «Степь» Альберто Латтуады (1962) и «Тайна Обервальда» (1981) Микеланджело Антониони. Выступал как музыкальный обозреватель в газете «Corriere della Sera».